# Sardinops
Genre
Sardinops est un genre de poissons de la famille des Alosidae. La famille des Alosidés comprend aussi les aloses et sardines.

## Liste des espèces
Selon FishBase :
- Sardinops sagax (Jenyns, 1842)

Selon ITIS :
- Sardinops melanostictus (Temminck & Schlegel, 1846)
- Sardinops neopilchardus (Steindachner, 1879)
- Sardinops ocellatus (Pappe, 1853)
- Sardinops sagax (Jenyns, 1842)

Selon WRMS :
- Sardinops sagax (Jenyns, 1842)